# Ada (film)
Ada (in russo Разжимая кулаки?, Razžimaja kulaki, lett. "Schiudendo i pugni") è un film del 2021 diretto da Kira Kovalenko.
È stato scelto come rappresentante della Russia nella categoria per il miglior film internazionale ai premi Oscar 2022.

## Trama
Vedovo, Zaur vive con la famiglia nell'ex-città mineraria di Mizur, nell'Ossezia del nord. Il primogenito Akim si è trasferito per Rostov in cerca di lavoro, il minore Dakko non sa che fare nella vita e la figlia ventenne Ada sogna di scappare di casa, soffocata dall'iperprotettività di Zaur. L'improvviso ritorno di Akim rompe gli equilibri e fa riaffiorare un trauma passato che è all'origine del conflitto tra padre e figlia.

## Produzione

### Sviluppo
Kovalenko ha preso ispirazione dalla citazione di William Faulkner proveniente dal suo romanzo Non si fruga nella polvere (1948): «Non tutti i bianchi riescono a tollerare la schiavitù e a quanto pare nessuno riesce a sopportare la libertà». Alla ricerca di location che la ispirassero, ha scoperto Mizur, nel  Alagirskij rajon, tramite una ricerca su internet e, dopo aver visitato la città ed averla trovata perfetta per quanto voleva raccontare, ha deciso di ambientare la storia in Ossezia del nord. Ha quindi cominciato a scrivere la sceneggiatura, in russo. Inizialmente, la storia era incentrata su tre fratelli, ma Kovalenko si trovava carente nello scrivere personaggi maschili e ha finito per rendere la protagonista una ragazza; la sceneggiatura è stata ultimata nel 2018. Il film è stato rifiutato da tutti i produttori per oltre un anno e mezzo prima dell'interessamento di Oleksandr Rodnjans'kyj, che le ha garantito totale libertà creativa durante la produzione.
Un'altra fonte di ispirazione per il film è stato Mouchette - Tutta la vita in una notte di Robert Bresson.

#### Casting
Il film è interpretato da attori non professionisti ad eccezione della protagonista Milana Aguzarova, una studentessa del secondo anno di teatro, ed Alik Karaev, circense con esperienze di recitazione. La Aguzarova è stata l'unica a cui Kovalenko ha dato la sceneggiatura completa invece che solo le battute del proprio personaggio, non volendo che gli altri attori rimanessero influenzati dal sapere cosa sarebbe successo ad Ada alla fine del film. Il resto del cast è stato scelto partendo dalle fotografie di abitanti dell'Ossezia scattate da un'inviata della regista; per alcuni di loro, Kovalenko ha dovuto convincere i genitori a lasciarli partecipare alla riprese, un processo da lei definito scherzosamente come "un provino all'inverso".
Non conoscendo l'osseto, Kovalenko ha operato dei ritocchi alla sceneggiatura su richiesta per aiutare gli attori madrelingua a fare proprie le battute.

### Riprese
Le riprese sono durate 25 giorni; il cast aveva provato per un mese tutte le scene in ordine cronologico per familiarizzare il più possibile con le proprie battute e movimenti, di modo da non sprecare ciak. La scena in moto nel finale è stata girata senza l'uso di controfigure, come anche tutto il resto del film, di comune accordo con gli attori. Per la scena di sesso di Ada, Kovalenko è dovuta andare a chiedere il permesso al padre della Aguzarova, visti i costumi tradizionali dell'Ossezia del nord. Il finale, ripreso con un'Handycam, ha dovuto essere girato due volte.
Le comparse erano tutti abitanti di Mizur, soprattutto giovani alla ricerca di un piccolo compenso; a causa della grande curiosità suscitata in paese dalle riprese, Kovalenko, per rispettare il preventivo senza però deludere nessuno, ha fatto sì che tutti riuscissero a comparire, alternando quotidianamente chi non aveva lavorato il giorno prima a chi l'aveva già fatto.

## Distribuzione
Il film è stato presentato in anteprima il 10 luglio 2021 nella sezione Un Certain Regard del 74º Festival di Cannes, venendo distribuito nelle sale cinematografiche russe a partire dal 25 settembre dello stesso anno, in lingua originale coi sottotitoli russi. È stato distribuito in quelle italiane da Movies Inspired a partire dal 14 luglio 2022.

## Riconoscimenti
- 2021 – Festival di Cannes
  - Premio Un Certain Regard
- 2021 – European Film Awards
  - Miglior montaggio a Mucharam Kabulova
- 2022 – Premio Nika
  - Candidatura per il miglior film
  - Candidatura per la miglior regista a Kira Kovalenko
  - Candidatura per la miglior attrice a Milana Aguzarova
  - Candidatura per il miglior montaggio a Mucharam Kabulova
  - Candidatura per la miglior rivelazione a Milana Aguzarova